# L'Européen Parc
 (octobre 2013).
 (mars 2025).
Motif : pas de source centrée, notoriété absente ou très faible
- Archive Wikiwix
- Bing
- Cairn
- DuckDuckGo
- E. Universalis
- Gallica
- Google
- G. Books
- G. News
- G. Scholar
- Persée
- Qwant
- (zh) Baidu
- (ru) Yandex
- (wd) trouver des œuvres sur Wikidata

| 1. | Préciser le motif de la pose du bandeau. | Précisez le motif de la pose du bandeau en utilisant la syntaxe suivante : {{admissibilité à vérifier\|date=juin 2025\|motif=remplacez ce texte par le motif}}                       |
| 2. | Informer les utilisateurs concernés.     | Pensez à avertir le créateur de l'article, par exemple, en insérant le code ci-dessous sur sa page de discussion : {{subst:avertissement admissibilité à vérifier\|L'Européen Parc}} |

L'Européen Parc est un quartier d'affaires de la ville de Compiègne.
Situé à 57 km au nord de Paris, il est étendu sur trois communes : Compiègne, Lacroix-Saint-Ouen et Mercières aux bois.
Il abrite chaque jour 15 000 personnes pour leur emploi. Le quartier possède environ une trentaine de bâtiments.
Son centre est le bâtiment nommé « L'Européen ». Il est le second plus grand bâtiment du parc.

## Histoire
En 1991, Philippe Marini, maire de Compiègne, se pose la question d'aménagement de bureaux et d'étendre Compiègne car il y a de forte demande pour installer des locaux commerciaux mais pas de place dans Compiègne. Alors c'est à la suite du Quartier de Mercières, ouvert en 1987, que le maire décide de faire construire des locaux. Un promoteur, Alain Langin, fut appelé pour former un groupe dénommé Holdis. Ce groupe sera propriétaire de ces locaux. 
Le 17 novembre 1995, à la fin de toutes les études, la construction du premier bâtiment « L'Européen » démarre, le 19 avril 1996, l'Européen était inauguré, un temps de construction record.[réf. nécessaire] Technôpolis, déjà construit depuis 1987 et isolé de tout quartier compiègnois, fut acheté par le promoteur. La construction de l’Hôtel Mercure suit ensuite et enfin le 1er septembre 2000, le lycée Charles de Gaulle ouvre ses portes. Le dernier bâtiment, « La Clinique Vétérinaire », est ouvert le 1er juillet 2013.

## Emploi
Le Parc a permis de créer 15 000 emplois pour les cadres, 10 emplois pour la sécurité, 20 emplois pour le nettoyage et 400 emplois pour les travaux.[réf. nécessaire]